# 狄奧多·梅涅特
狄奧多·赫曼·梅涅特（1833年6月15日—1892年5月31日）是一位德裔奧地利籍神經病理學家和解剖學家，致力於細胞結構（Cytoarchitecture）方面的研究。梅涅特在1861年獲得醫學博士學位，1875年成為維也納大學附設精神病診所的主任醫師。他在維也納行醫期間收了不少學生，其中一位便是心理學家西格蒙德·佛洛伊德，他在1883年進入梅涅特門下。梅涅特日後因佛洛伊德的催眠實驗而與他疏離，並嘲笑佛洛伊德的男性歇斯底里理論。梅涅特其他的學生還包括塞吉·高沙可夫、卡爾·韋尼克與奥古斯特·福雷尔等人，他的研究同時也對德國神經學家保羅·傅萊契產生影響。
梅涅特主要研究大腦解剖、病理學和組織學等學門，是大腦細胞結構研究的先驅。